# Заречанка
Заречанка (укр. Зарічанка) — село в Чемеровецком районе Хмельницкой области Украины.
Население по переписи 2001 года составляло 929 человек. Почтовый индекс — 31652. Телефонный код — 3859. Занимает площадь 2,745 км². Код КОАТУУ — 6825283801.

## История
Название Лянцкорунь появилось в первой половине XVIII века, когда селом владели Лянцкоронские, которые выхлопотали ему право городка с ярмарками. Раньше, в XVIII веке, на месте Лянцкоруня было село Ходыковцы: это название, которое встречается в тарифе 1493 года. К тому времени в Ходыковцах было три дома. В XVI веке Ходыковцы принадлежали Карабчовским.
В XVI в селе сложилась еврейская община. В середине XVIII в. здесь проживали последователи Якова Франка.
В XIX веке на территории села имелись 4 синагоги (в 1913 году их число увеличилось до пяти), еврейское кладбище.
Население в основном занималось ремеслом.
В 1926 году был учреждён еврейский сельсовет, существовал еврейский народный суд.
Лянцкорунь была занята немецкими войсками 9 июля 1941 г. Было учреждено гетто.
В 1946 г. указом ПВС УССР село Лянцкорунь переименовано в Заречанку.
Вблизи села выявлено поселение времени неолита и несколько поселений черняховской культуры.

## Демография
В 1847 году в Лянцкоруни проживало 939 евреев, в 1897 году их численность составляла 50 %, а в 1927 г. — 1638, что составляло 95 % населения села.

## Местный совет
31652, Хмельницкая обл., Чемеровецкий р-н, с. Заречанка, ул. Ленина, 78; тел. 9-61-41

## Галерея

Деревянная синагога в Лянцкоруне